# فرانك نورتن
فرانك نورتن (بالإنجليزية: Frank Norton)‏ هو لاعب كرة قاعدة أمريكي، ولد في 6 يونيو 1845 في بورت جفرسون في الولايات المتحدة، وتوفي في 1 أغسطس 1920 في غرينيتش في الولايات المتحدة.

## وصلات خارجية
- فرانك نورتن على موقعبيزبول رفرنس.كوم (الدوري الرئيسي) (الإنجليزية)